# Deileptenia illineata
Deileptenia illineata är en fjärilsart som beskrevs av Barend J. Lempke 1952. Deileptenia illineata ingår i släktet Deileptenia och familjen mätare. Inga underarter finns listade i Catalogue of Life.